# 共产主义联盟 (加拿大)
共产主义联盟（英語：Communist League）是加拿大的一个共产主义政党。该党成立于1977年，由争取社会主义行动联盟、革命马克思主义团体和革命马克思主义团体 (魁北克)等3个托派组织合并而成，当时取名为革命工人联盟。革命工人联盟一开始是第四国际的支部。后来，该党追随美国社会主义工人党放弃托洛茨基主义，转而支持菲德尔·卡斯特罗领导的古巴共产党。1980年代末，该党退出第四国际，转而加入探路者倾向。1990年，该党改名为共产主义联盟。